# Beram
 Beram  (olaszul: Vermo) falu Horvátországban, Isztria megyében. Közigazgatásilag Pazinhoz tartozik.

## Fekvése
Az Isztriai-félsziget közepén, Pazintól 5 km-re északnyugatra, a D48-as főút mellett és a D3-as Pazin-Fiume autópálya közelében egy magaslaton fekszik.

## Története
Régészeti leletek tanúsága szerint a helyén már a vaskorban erődített illír település állt, melynek 172 síros hamvasztásos temetőjét számos bronzlelettel a vár alatti mezőn 1883-ban tárta fel Carlo Marchesetti, Karl Moser és Andrea Amoroso. A leletek a trieszti és bécsi múzeumokba kerültek. A maradványokból arra következtettek, hogy az itt élt vaskori ember már szervezett társadalmi rendben élt, földműveléssel, vadászattal, gyűjtögetéssel, állattartással foglalkozott. Fejlett volt a ló-, a szarvasmarha- és a sertéstenyésztés, a tej- és a hústermelés, a szövés és a használati tárgyak készítése. A település újabb része a vár alatti termékeny mezőn fejlódött ki. Beram településszerkezete ma is tükrözi az ősi elrendezést. Az illír vár volt az alapja a későbbi római erődnek és a középkori várnak.
Beramot írásos forrás, Berengár király adománylevele a trieszti püspök részére 911-ben említi először. A középkorban őrtornyokkal erősített védőfalak oltalmazták. A mai plébániatemplom helyén erős négyszögletes torony állt, ahonnan titkos föld alatti átjáró vezetett domb lábánál levő Jamorina-barlanghoz. A település a 10. században a trieszti püspökség birtoka, majd a Pazini Grófság része lett. 1578-ig városi rangot viselt. Vára fontos szerepet játszott a Pazin és Motovun közötti határ védelmében. Bár a települést falak védték, sokat szenvedett a Cambrai-i Liga és a velenceiek között 1508 és 1510 között zajlott háborúban és elpusztult az 1511-es török támadásban is. Ezt követően a török által megszállt területekről horvát ajkú lakosság települt be. 1578-ban 148 portát számláltak a településen. Az 1615 és 1618 között zajlott osztrák-velencei háborúban ismét súlyos károk érték.
A településnek 1857-ben 656, 1910-ben 435 lakosa volt. Lakói hagyományosan mezőgazdasággal és állattenyésztéssel foglalkoztak. 2011-ben 233 lakosa volt.

## Lakosság
| Lakosság változása | Lakosság változása | Lakosság változása | Lakosság változása | Lakosság változása | Lakosság változása | Lakosság változása | Lakosság változása | Lakosság változása | Lakosság változása | Lakosság változása | Lakosság változása | Lakosság változása | Lakosság változása | Lakosság változása | Lakosság változása |
| ------------------ | ------------------ | ------------------ | ------------------ | ------------------ | ------------------ | ------------------ | ------------------ | ------------------ | ------------------ | ------------------ | ------------------ | ------------------ | ------------------ | ------------------ | ------------------ |
| 1857               | 1869               | 1880               | 1890               | 1900               | 1910               | 1921               | 1931               | 1948               | 1953               | 1961               | 1971               | 1981               | 1991               | 2001               | 2011               |
| 656                | 678                | 372                | 418                | 419                | 435                | 849                | 834                | 392                | 374                | 329                | 323                | 257                | 243                | 234                | 233                |

## Nevezetességei
- Szent Márton tiszteletére szentelt plébániatemploma[5] 1431-ben épült román stílusban. A 19. század elején még egy hajóval bővítették, ekkor nyerte el mai formáját. Homlokzatán Szent Alajos és Páduai Szent Antal szobrai állnak. 1903-ban épített különálló harangtornya 30 méter magas. A templom diadalívén és a szentély boltozatán a 15. századból (1431) származó értékes gótikus freskók láthatók. Értékes a Szent Mártont ábrázoló késő gótikus dombormű is, mely ismeretlen mester alkotása. Szent Mártont ábrázoló oltárképét Celestin Medović festette. Az oltár építményén, valamint a szenteltvíztartón 1493-as, glagolita számokkal írt évszám olvasható. Liturgikus tárgyai közül kiemelkednek a 15. és 17. század között készített értékes ezüsttárgyak és miseruhák. Több berami eredetű 14-15. századi glagolita kéziratot, gazdagon festett breviáriumokat, misekönyveket őriz a ljubljanai nemzeti és egyetemi könyvtár is.[6]
- A Beramtól 600 méterre északkeletre fekvő temetőben áll a gótikus Sziklás Szűz Mária (Sv. Marija na Škrilinah) templom.[7] A templom szentélye a hajóval azonos szélességű. A homlokzat elé a 18. században előcsarnokot építettek. A gótikus boltozatot a hajóban festett fatáblás mennyezet, a falakat színes falfestés borítja, csak az 1707-ben épített szentély falai nem festettek. A messze földön híres késő gótikus freskók 46 mezőben jeleneteket ábrázolnak Jézus és Mária életéből. Alkotójuk Kastavi Vince mester 1474-ben készítette őket segédeivel (szignója a déli oldalbejárat felett látható). A legnagyobb kompozíció az északi falon látható, 8 méter hosszan a Háromkirályok imádását ábrázolja sok ünnepélyes menetben álló mellékalakkal, festői tájban elhelyezve. A nyugati fal freskói az emberi élet menetét ábrázolják Ádámmal és Évával kezdődően, a bűnbeesésen keresztül a halálig. Egyedülálló a haláltánc ábrázolása, ahol a társadalom minden rétegéből származó emberekkel táncoló csontvázakat lehet látni. Érdekesek a mindennapi élet és a hitélet ábrázolásai. A templom freskói az isztriai középkori művészet legjelentősebb alkotásai közé tartoznak, 1962-ben a horvát kulturális örökség részévé nyilvánították őket.[6]

## Galéria
- Valvasor metszete 1679-ből
- A Szent Márton plébániatemplom
- A Mala Vrata a városfalon átvezető kapu.
- A Sv. Marija na Škrilinah templom.
- A Sv. Marija na Škrilinah templom oltára.
- Bevonulás Jeruzsálembe - A Sv. Marija na Škrilinah templom freskója.
- Haláltánc - A Sv. Marija na Škrilinah templom freskója.
- Freskók a Sv. Marija na Škrilinah templomból.
- Freskók és a kazettás mennyezet a Sv. Marija na Škrilinah templomból.